# Andrea Orlando
Andrea Orlando (n. 8 februarie 1969, La Spezia, Liguria, Italia) este un politician italian.